# Procession des saints de Bretagne
La Procession des saints de Bretagne est une série de huit fresques à la cire peintes entre 1871 et 1876 par Alphonse Le Hénaff dans le déambulatoire du chœur de la cathédrale Saint-Pierre de Rennes, dans le département français d'Ille-et-Vilaine en région Bretagne.
Chacune de ces huit fresques représente les principaux saints d'un des évêchés bretons traditionnels, à l'exception de celui de Nantes, qui faisait alors partie d'une autre province ecclésiastique.

## Description
La série comporte huit fresques situées dans le déambulatoire, de part et d'autre de l'orgue occupant le fond du chœur.
Sur chaque fresque, les personnages sont tournés en direction de la nef, les plus anciens ouvrant la marche. Ainsi, sur les quatre premières fresques, les saints regardent vers la gauche et la progression chronologique se fait de gauche à droite, et sur les quatre dernières, ils regardent vers la droite et la progression chronologique se fait de droite à gauche. 
Sur les 82 personnages représentés, seuls 62 sont nommés dans la légende en latin qui court sous leurs pieds.

## Liste des fresques
Les fresques sont ici classées en commençant par le pourtour septentrional du déambulatoire. Ce parcours correspond à la disposition géographique des évêchés dans le sens horaire, en partant de Rennes.
| Titre                                     | Saints | Photographie |
| ----------------------------------------- | --- | ------------ |
| Rhedonenses (Diocèse de Rennes)           | - 13 saints représentés : Amand de Rennes, Melaine, Armel des Boschaux, Didier de Rennes et son archidiacre Rainfroi (portant les palmes de martyres), Judicaël, Salomon de Bretagne, Modéran de Rennes, Robert d'Arbrissel entouré de deux moines, un personnage non identifié et Yves Mahyeuc. - 9 sont nommés dans la légende : S. Amandius, S. Melanius, S. Armagilus, S. Rainfridus, S. Judicael, S. Salomon, S. Moderan, S. Robtus Arbrissellensis, B. Ivo Mayocus. |              |
| Venetenses (Diocèse de Vannes)            | - 14 saints représentés. - 10 sont nommés dans la légende : S. Paternus, S. Guenninus, S. Ninoca, S. Tremor, S. Triphina, S. Gildasius, S. Mereadocus, S. Bilius, S. Felix, S. Vincentius Ferrerius. |              |
| Corisopitenses (Diocèse de Quimper)       | - 8 saints représentés. - 6 sont nommés dans la légende : S. Corentinus, S. Guenhaelus, S. Guingaleus, S. Melorus, S. Meliovus, S. Gurlœsius. |              |
| Leonenses (Diocèse de Saint-Paul-de-Léon) | - 7 saints représentés. - 5 sont nommés dans la légende : S. Pl.u.s Aurelianus, S. Cethomerinus, S. Gœznoveus, S. Senanus, S. Golvinus. |              |
| Trecorenses (Diocèse de Tréguier)         | - 7 saints représentés. - 5 sont nommés dans la légende : S. Yvo, S. Hœrveus, S. Christina, S. Briachus, S. Revellinus, S. Tugdualus. |              |
| Briocenses (Diocèse de Saint-Brieuc)      | - 8 saints représentés. - 7 sont nommés dans la légende : S. Guillermus, S. Mauritius, S. Osmana, S. Miochus, S. Kerianus, S. Briocius, S. Budocus. |              |
| Maclovienses (Diocèse de Saint-Malo)      | - 13 saints représentés. - 10 sont nommés dans la légende : S. Joans de Graticula, S. Lohemaelus, S. Convois, S. Gerfredus, S. Mevennus, S. Austolus, S. Enogatus, S. Gurwallus, S. Maclovius, S. Aaron. |              |
| Dolenses (Diocèse de Dol)                 | - 13 saints représentés. - 11 sont nommés dans la légende : S. Gilduinus, S. Thurianus, S. Leucherius, S. Helerius, S. Budochus, S. Sulinus, S. Ethbinus, S. Similianus, S. Samson, S. Maglorius, S. Hildutus |              |